# Antoni Velamazán
Antoni Velamazán Tejedor (Barcelona, 22 januari 1977), voetbalnaam Toni Velamazán, is een Spaans profvoetballer. Hij speelt sinds 2006 als aanvallende middenvelder bij CE L'Hospitalet.

## Clubvoetbal
Toni Velamazánbegon als voetballer in de cantera (jeugdopleiding) van FC Barcelona. Met de Juvenil A, het hoogste jeugdelftal van de club, won hij in 1994 de División de Honor en de Copa del Rey Juvenil. De middenvelder speelde destijds samen met onder andere Albert Celades en Iván de la Peña. Van 1993 tot 1995 speelde Toni Velamazán voor FC Barcelona B. Op 15 november 1994 debuteerde hij in het eerste elftal in de wedstrijd tegen UE Figueres voor de Copa de Catalunya. In het seizoen 1995/1996 speelde de middenvelder elf wedstrijden met het eerste elftal in de Primera División. Zijn competitiedebuut was op 7 oktober 1995 tegen Real Betis. Toni Velamazán verliet FC Barcelona in 1996 en na seizoenen bij Real Oviedo (1996/1997), Albacete Balompié (1997/1998) en Extremadura CF (1998/1999) werd hij in 1999 gecontracteerd door RCD Espanyol. Met deze club won Toni Velamazán in 2000 de Copa del Rey. In zijn eerste twee jaren bij RCD Espanyol was de middenvelder een vaste waarde, maar vanaf het seizien 2001/2002 kwam hij steeds minder aan spelen. In 2005 vertrok Toni Velamazán daarom naar Almería CF. Na één seizoen verliet hij ook deze club om bij CE L'Hospitalet te gaan spelen.

### Statistieken
| seizoen    | club              | land   | competitie         | wed. | goals |
| ---------- | ----------------- | ------ | ------------------ | ---- | ----- |
| 1993/94    | FC Barcelona B    | Spanje | Segunda División A | 21   | 4     |
| 1994/95    | FC Barcelona B    | Spanje | Segunda División A | 17   | 4     |
| 1995/96    | FC Barcelona      | Spanje | Primera División   | 11   | 3     |
| 1996/97    | Real Oviedo       | Spanje | Primera División   | 34   | 3     |
| 1997/98    | Albacete Balompié | Spanje | Segunda División A | 35   | 1     |
| 1998/99    | Extremadura CF    | Spanje | Primera División   | 33   | 6     |
| 1999/00    | RCD Espanyol      | Spanje | Primera División   | 34   | 5     |
| 2000/01    | RCD Espanyol      | Spanje | Primera División   | 29   | 6     |
| 2001/02    | RCD Espanyol      | Spanje | Primera División   | 16   | 1     |
| 2002/03    | RCD Espanyol      | Spanje | Primera División   | 21   | 1     |
| 2003/04    | RCD Espanyol      | Spanje | Primera División   | 12   | 0     |
| 2004/05    | RCD Espanyol      | Spanje | Primera División   | 6    | 2     |
| 2005/06    | Almería CF        | Spanje | Segunda División A | ??   | ?     |
| 2006/07    | CE L'Hospitalet   | Spanje | Segunda División B | ??   | ?     |
| Bijgewerkt | 24-03-2007        |        |                    |      |       |

## Nationaal elftal
Toni Velamazán won in 2000 de zilveren medaille op de Olympische Spelen van Sydney. In de finale was Kameroen uiteindelijk na strafschoppen te sterk. Voor het Spaanse nationaal elftal speelde Toni Velamazán nooit, wel deed hij in december 2000 mee met het Catalaans elftal tegen Litouwen.
1 Aranzubia ·
2 Lacruz ·
3 Capdevila ·
4 Marchena ·
5 Vergara ·
6 Albelda ·
7 Angulo ·
8 Xavi ·
9 José Marí ·
10 Gabri ·
11 Ferrón ·
12 Puyol ·
13 Luque ·
14 Amaya ·
15 Ismael ·
16 Velamazán · 
17 Tamudo ·
18 Ortiz ·
19 Dorado ·
20 Ania · 
21 Jesuli ·
22 Láinez ·
Coach: Sáez